# Élisabeth Rappeneau
Élisabeth Rappeneau (Auxerre, 19 de gener de 1940 - París, 2 de gener de 2021) va ser una directora de cinema i televisió d'origen d'Yonne

## Biografia
Élisabeth Rappeneau és la germana de Jean-Paul Rappeneau i la tia de Martin Rappeneau, músic, i de Julien Rappeneau, guionista.

## Filmografia

### Com a directora
- 1988: Fréquence meurtre
- 1989: Mieux vaut courir (TV)
- 1992: L'Amour assassin (TV)
- 1992: Turbulences (TV)
- 1994-1995: Julie Lescaut (sèrie de televisió, 4 episodis)
- 1996: Le Secret d'Iris (TV)
- 1996: Notre homme (TV)
- 1997: La Famille Sapajou (TV)
- 1997: L'Amour dans le désordre (TV)
- 1998: Telle mère, telle fille (TV)
- 1998: La Famille Sapajou - le retour (TV)
- 1999: Sapajou contre Sapajou (TV)
- 2000: Chacun chez soi (TV)
- 2000: Un homme en colère (sèrie de televisió, 1 episodi: Un amour sans limite)
- 2001: L'Impasse du cachalot (TV)
- 2001: Un citronnier pour deux (TV)
- 2003: Changer tout (TV)
- 2003: Les Femmes ont toujours raison (TV)
- 2004: L'Insaisissable (TV)
- 2004: Une vie (TV)
- 2005: Ma meilleure amie (TV)
- 2005-2006: Inséparables (sèrie de televisió, 3 episodis)
- 2008: La Maison Tellier (TV)
- 2009: Cet été-là (TV)
- 2010: Quand vient la peur (TV)
- 2011: Gérald K. Gérald (TV)
- 2011: J'ai peur d'oublier (TV)
- 2013: Je vous présente ma femme (TV)

### Com guionista
- 1975: El meu home és un salvatge (Le Sauvage)
- 1982: Tout feu, tout flamme
- 1984: Aéroport: Issue de secours (TV)
- 1984: Le Jumeau
- 1985: Une femme ou deux
- 1988: Fréquence meurtre
- 1989: Mieux vaut courir (TV)
- 1992: Turbulences (TV)
- 1995: Terrain glissant (TV)

### Altres feines
- 1962: Le Combat dans l'île (continuista)
- 1962: Le Doulos (continuista)
- 1963: L'Aîné des Ferchaux (script)
- 1963: Le Feu follet (script)
- 1966: La Vie de château (continuista)
- 1966: Les Créatures (continuista)
- 1967: Le Voleur (continuité)
- 1968: La Chamade (script)
- 1968: Alexandre le bienheureux (continuista)
- 1970: Le Distrait (continuista)
- 1971: Le Souffle au cœur (continuista)
- 1971: Ça n'arrive qu'aux autres (col·laboració tècnica)
- 1972: Le Grand Blond avec une chaussure noire (continuista)
- 1973: Au rendez-vous de la mort joyeuse (continuista)
- 1973: Défense de savoir (script)
- 1973: Salut l'artiste (continuista)
- 1973: Je sais rien, mais je dirai tout (script)
- 1975: L'important c'est d'aimer (continuista)
- 1975: L'Incorrigible (script)
- 1976: Lumière (script)
- 1976: Un éléphant ça trompe énormément (script)
- 1976: Sérail (script)
- 1977: Nous irons tous au paradis (script)
- 1981: Clara et les chics types (script)